# Aeroporto di Santarém
L'Aeroporto di Santarém-Maestro Wilson Fonseca (in portoghese Aeroporto de Santarém-Maestro Wilson Fonseca) (IATA: STM, ICAO: SBSN) è uno scalo aereo brasiliano che serve la città di Santarém, nello stato di Pará.
Il 3 agosto 2006 è stato intitolato al poeta e compositore Wilson Dias da Fonseca.

## Storia
L'aeroporto è stato inaugurato il 31 marzo 1977 ed è stato amministrato dalla Força Aérea Brasileira fino a quando non è stato trasferito a Infraero all'inizio degli anni ottanta. Ha sostituito un altro aeroporto, situato in un'area ora nota come "Vecchio Aeroporto" (portoghese: Aeroporto Velho), che attualmente è una zona residenziale densamente popolata.
Il 15 agosto 2022 Aena si è aggiudicata la gestione trentennale dell'aeroporto.